# NGC 6821
NGC 6821 é uma galáxia espiral barrada (SBcd) localizada na direcção da constelação de Aquila. Possui uma declinação de -06° 50' 04" e uma ascensão recta de 19 horas, 44 minutos e 24,2 segundos.
A galáxia NGC 6821 foi descoberta em 8 de Agosto de 1863 por Albert Marth.